# St. Burkhard (Hohenfelden)

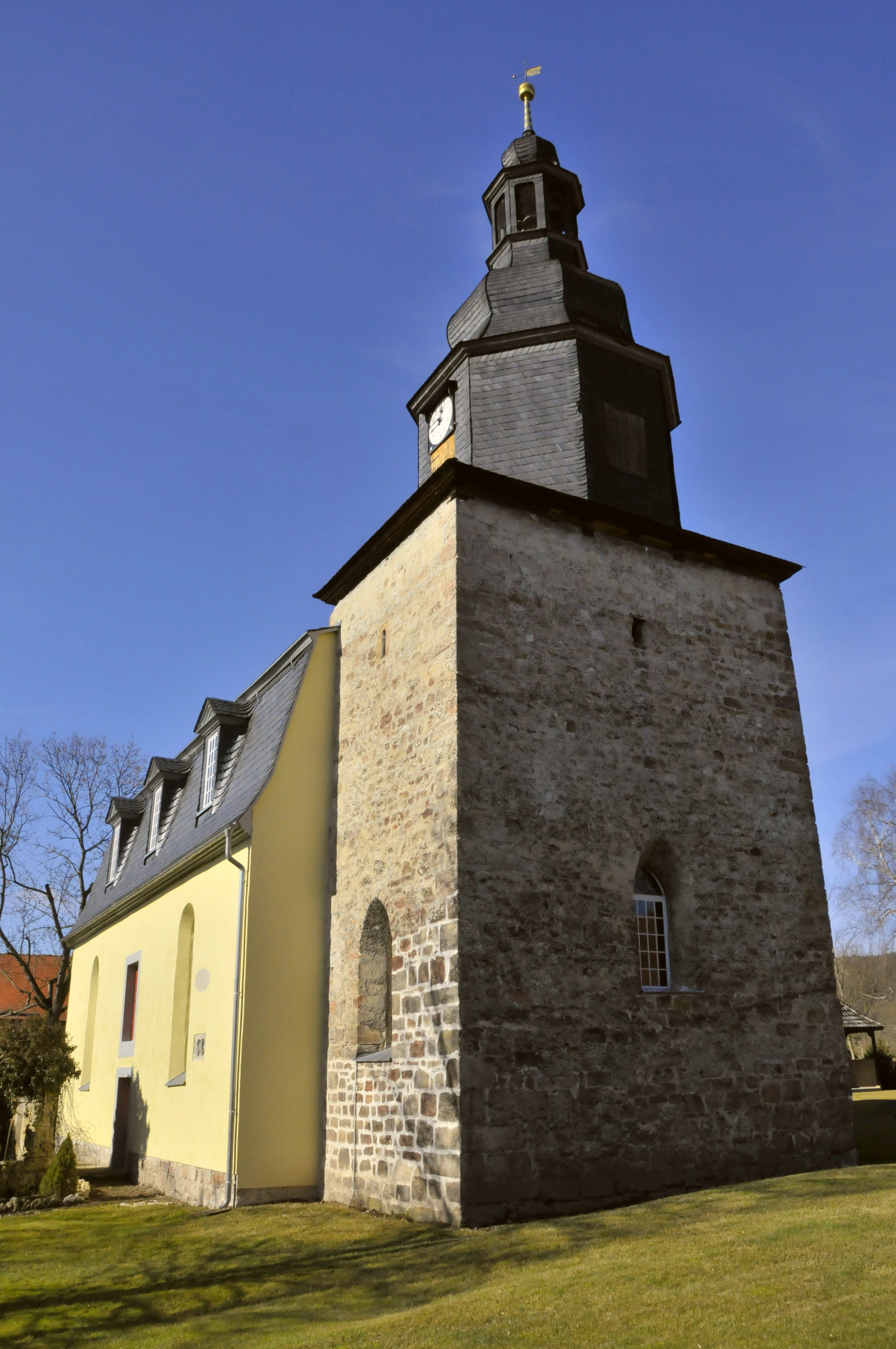
Chorturm mit gotischen Fenstern

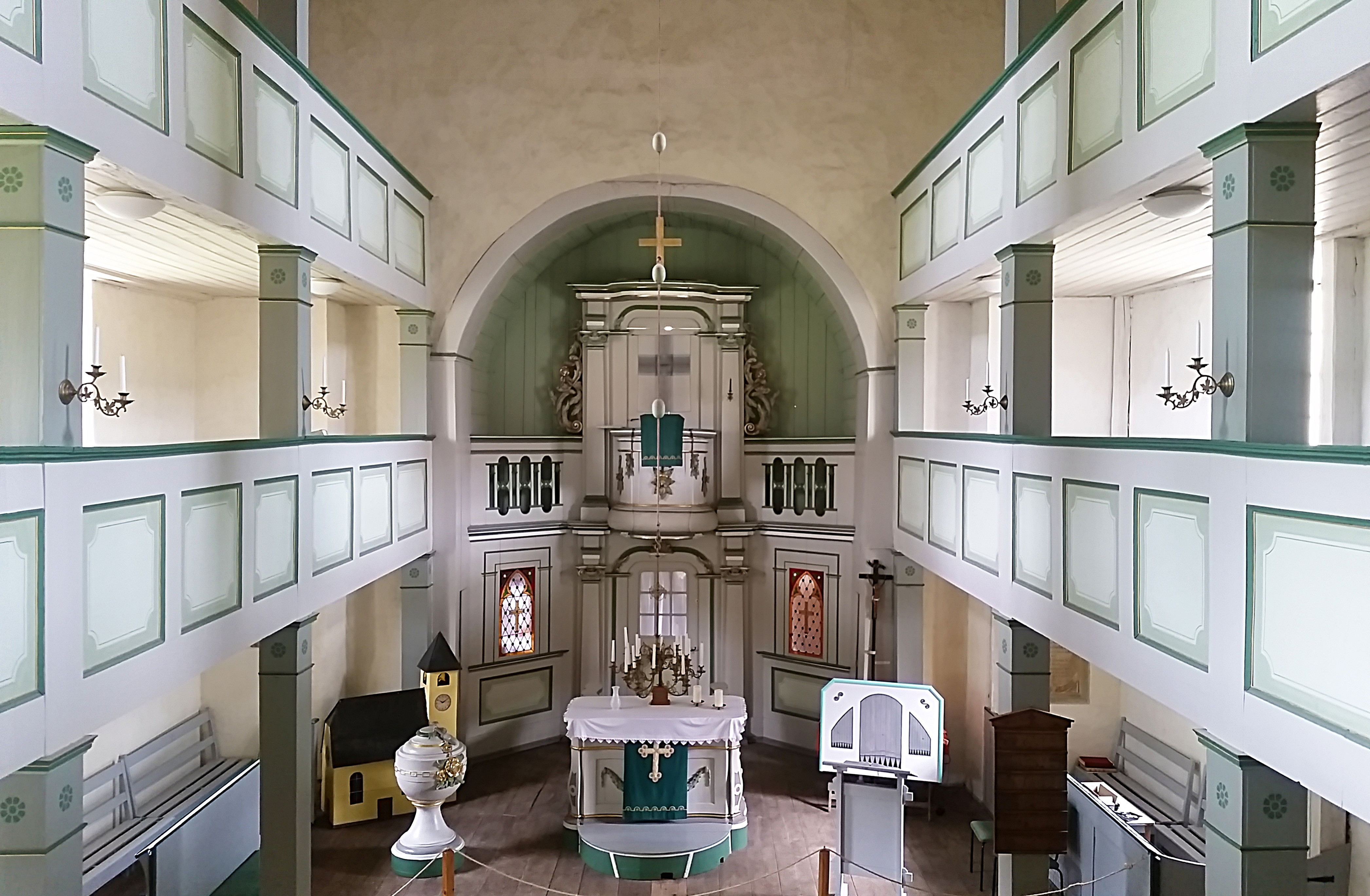
Emporenhalle

Die Dorfkirche St. Burkhard steht in der Gemeinde Hohenfelden im Landkreis Weimarer Land in Thüringen. Sie gehört zum evangelisch-lutherischen Kirchspiel Kranichfeld im Kirchenkreis Weimar der Evangelischen Kirche in Mitteldeutschland.

## Lage
Die evangelische Dorfkirche liegt zentral im musealen Ort.

## Geschichte und Beschreibung

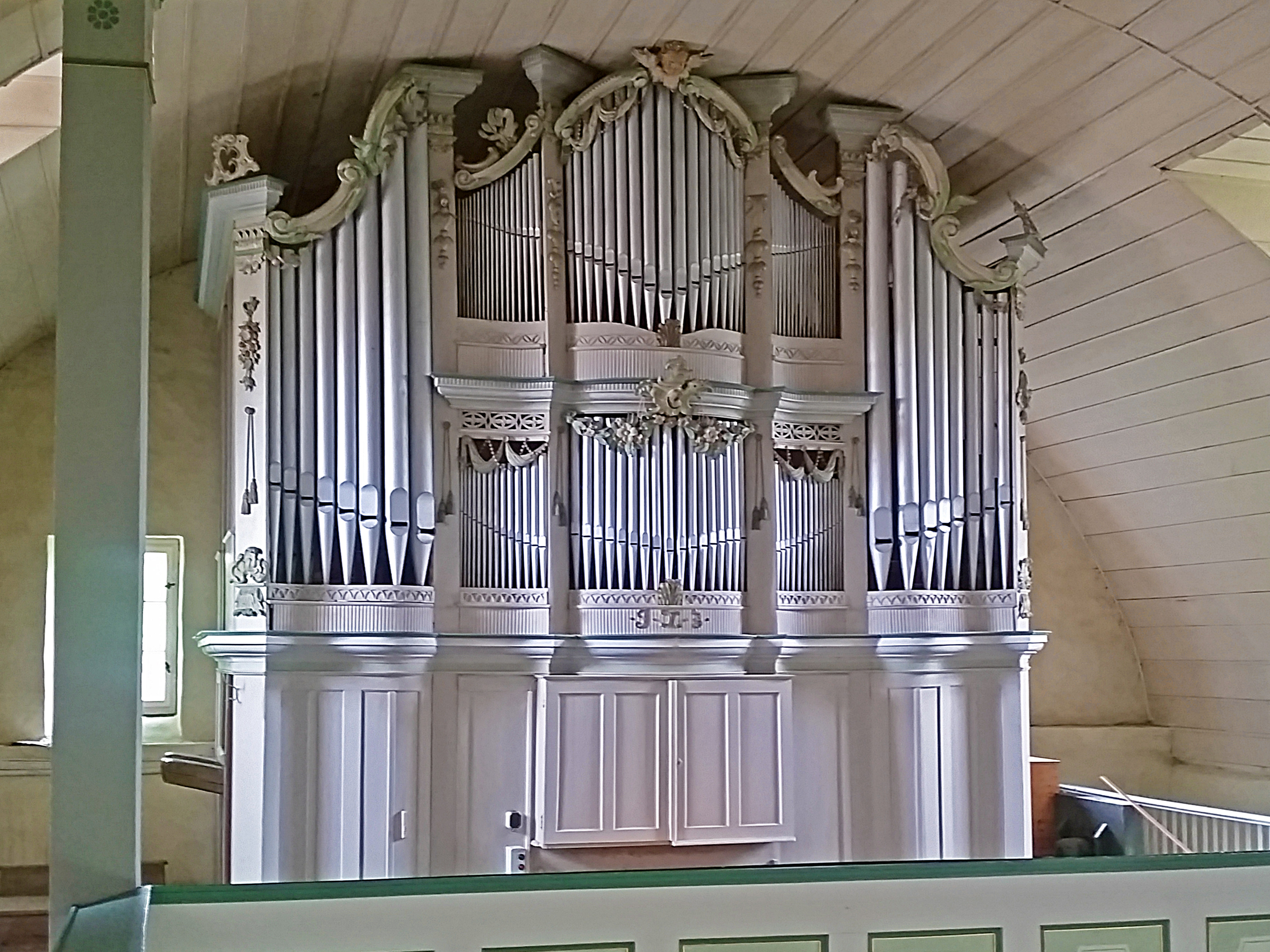
Die Orgel

Eine Kirche wurde 1439 erstmals in Hohenfelden genannt. Von der mittelalterlichen Chorturmkirche, die im 15. Jahrhundert umgebaut wurde, ist noch der Turm erhalten. Sein Erdgeschoss hat in den drei Außenwänden gotische Spitzbogenfenster, aber der breite Chorbogen zum Schiff ist rundbogig. 1718 wurden ein Mansarddach und ein barocker Turmhelm aufgesetzt.
Nach einem Dorfbrand 1810 baute man das Langhaus in heutiger Form wieder auf. 
Das Kirchenschiff ist eine Emporenhalle mit Holztonnengewölbe, an den Längsseiten und dem westlichen Ende mit Emporen in zwei Geschossen ausgestattet. Die kräftigen Holzpfeiler haben unter den Emporen und an der Decke schlichte Kapitelle.
Der Kanzelaltar und das Taufbecken aus Holz sind reich verziert. Im Jahre 1819 lieferte der Stadtilmer Orgelbauer Johann Wilhelm Salfelder eine Orgel für die Kirche.
1964 wurden bei einer Renovierung Übermalungen vorgenommen. 1999 folgte eine weitere Teilrestaurierung.